# Can Messeguer (Castellar del Vallès)
Can Messeguer és una masia del municipi de Castellar del Vallès a la comarca del Vallès Occidental. És una obra inclosa en l'Inventari del Patrimoni Arquitectònic de Catalunya.

## Descripció
És una masia de planta rectangular amb llur tipologia dins la classificació del grup I de Josep Danés, amb la façana paral·lela al carener de la coberta. El frontis presenta murs de pedra i morter, dividit en tres plantes. La distribució de tots els elements és simètrica tant en alçada com en amplada. Totes les obertures estan esbocinades i cobertes amb un arc escarser de fàbrica.
A la façana hi ha un rellotge de sol a l'altura de la segona planta. L'arc escarser que cobreix la llinda de l'entrada una envergadura més grossa i, malgrat que la porta sigui de factura moderna, s'aprecia la inexistència de reformes en els vanos i en la façana general.
A la segona planta hi ha un balcó de forja i sobresortit, flanquejat per altres dos de barana més senzilla, que assenyala l'ordre simètric del frontis i la importància donada a la cambra central. A ambdós cantons s'hi distribueixen la resta de les cambres. Es pot apreciar encara les restes de l'antiga església romànica de Sant Martí, i que es troben inscrits en la part inferior de la façana, formant una obertura cega. Les restes d'aquests elements ornamentals, segurament d'antigues finestres o antics dintells, són fortament romanitzades. Cal observar l'entrellaçament i el soguejat, com a factors ornamentals de possible influència de l'etapa visigòtica.
La teulada és a dos aiguavessos, per sota el ràfec, d'escassa sortida, hi ha decoració de formes geometritzants, de petits cairons simètricament tallats.

## Història
Construïda al lloc de l'antiga església romànica de Sant Martí, de la qual es reutilitzaren elements decoratius, ja és esmentada el 1152. El 1782 encara existia l'església romànica. Pels volts de 1950 van aparèixer fragments de tègules romanes prop de la masia quan s'en va esllavissar un marge. L'historiador Antoni Vergés i Mirassó, documenta el 1872, dues ares de marbre blanc mig abandonades en el corral de la casa.